# Dirphia riojhorca
Dirphia riojhorca is een vlinder uit de onderfamilie Hemileucinae van de familie nachtpauwogen (Saturniidae).
De wetenschappelijke naam van de soort is voor het eerst geldig gepubliceerd door Ronald Brechlin & Frank Meister in 2011.

## Type
- holotype: "male, VII.2007. leg. Rainer Marx. Barcode: BC-FMP-1713"
- instituut: MWM, München, later ondergebracht in de ZSM, München, Duitsland
- typelocatie: "Peru, Dept. San Martín, Rioja, 900 m"